# Шеннон-Гіллз (Арканзас)
Шеннон-Гіллз (англ. Shannon Hills) — місто (англ. city) в США, в окрузі Салін штату Арканзас. Населення — 4490 осіб (2020).

## Географія
Шеннон-Гіллз розташований на висоті 103 метра над рівнем моря за координатами 34°37′10″ пн. ш. 92°24′3″ зх. д. / 34.61944° пн. ш. 92.40083° зх. д. (34.619527, -92.400910).  За даними Бюро перепису населення США в 2010 році місто мало площу 5,80 км², уся площа — суходіл. В 2017 році площа становила 6,83 км², уся площа — суходіл.

## Демографія
Згідно з переписом 2010 року, у місті мешкали 3143 особи в 1178 домогосподарствах у складі 867 родин. Густота населення становила 542 особи/км².  Було 1259 помешкань (217/км²). 
Расовий склад населення:
| - 71,5 % — білих - 21,3 % — чорних або афроамериканців - 1,3 % — азіатів - 0,3 % — корінних американців - 3,4 % — осіб інших рас |

До двох чи більше рас належало 2,2 %. Іспаномовні складали 7,1 % від усіх жителів.
За віковим діапазоном населення розподілялося таким чином: 28,5 % — особи молодші 18 років, 63,5 % — особи у віці 18—64 років, 8,0 % — особи у віці 65 років та старші. Медіана віку мешканця становила 31,8 року. На 100 осіб жіночої статі у місті припадало 90,9 чоловіків;  на 100 жінок у віці від 18 років та старших — 87,6 чоловіків також старших 18 років.
Середній дохід на одне домашнє господарство  становив 65 614 долари США (медіана — 54 375), а середній дохід на одну сім'ю — 73 953 долари (медіана — 61 833). Медіана доходів становила 40 238 доларів для чоловіків та 34 868 доларів для жінок. За межею бідності перебувало 9,2 % осіб, у тому числі 10,2 % дітей у віці до 18 років та 1,6 % осіб у віці 65 років та старших.
Цивільне працевлаштоване населення становило 1862 особи. Основні галузі зайнятості: роздрібна торгівля — 25,9 %, освіта, охорона здоров'я та соціальна допомога — 20,3 %, науковці, спеціалісти, менеджери — 9,7 %, транспорт — 6,7 %.
За даними перепису населення 2000 року в Шеннон-Хілсі проживало 2005 осіб, 594 родини, налічувалося 748 домашніх господарств і 784 житлових будинки. Середня густота населення становила близько 514,1 особа на один квадратний кілометр. Расовий склад Шеннон-Хілса за даними перепису розподілився таким чином: 92,02 % білих, 3,94 % — чорних або афроамериканців, 0,85 % — корінних американців, 0,75 % — азіатів, 1,55 % — представників змішаних рас, 0,9 % — інших народів. іспаномовні склали 2,04 % від усіх жителів міста.
З 748 домашніх господарств в 38,1 % — виховували дітей віком до 18 років, 61,6 % представляли собою подружні пари, які спільно проживали, в 13,5 % сімей жінки проживали без чоловіків, 20,5 % не мали сімей. 16 % від загального числа сімей на момент перепису жили самостійно, при цьому 4,7 % склали самотні літні люди у віці 65 років та старше. Середній розмір домашнього господарства склав 2,68 особи, а середній розмір родини — 2,98 особи.
Населення міста за віковим діапазоном за даними перепису 2000 року розподілилося таким чином: 27,4 % — жителі молодше 18 років, 9,5 % — між 18 і 24 роками, 34,1 % — від 25 до 44 років, 21,7 % — від 45 до 64 років і 7,3 % — у віці 65 років та старше. Середній вік мешканця склав 32 роки. На кожні 100 жінок в Шеннон-Хілсі припадало 95,8 чоловіків, у віці від 18 років та старше — 92,5 чоловіків також старше 18 років.
Середній дохід на одне домашнє господарство в місті склав 40 068 доларів США, а середній дохід на одну сім'ю — 43 021 долар. При цьому чоловіки мали середній дохід в 31 184 долара США на рік проти 21 875 доларів середньорічного доходу у жінок. Дохід на душу населення в місті склав 16 292 долари на рік. 6,7 % від усього числа сімей в окрузі і 6,6 % від усієї чисельності населення перебувало на момент перепису населення за межею бідності, при цьому з них були молодші 18 років і — у віці 65 років та старше.